# Ingrid Hartmann
Ingrid Hartmann   (Bad Salzuflen, 23 de juliol de 1930 - Wiesbaden, 9 de novembre de 2006) fou una piragüista d'aigües tranquil·les alemanya que va competir durant les dècades de 1950 i 1960.
El 1960 va prendre part en els Jocs Olímpics d'Estiu de Roma, on guanyà la medalla de plata en la prova del K-2, 500 metres del programa de piragüisme, rere l'equip soviètic. Formà parella amb Therese Zenz.
En el seu palmarès també destaquen una medalla de plata i una de bronze al Campionat del Món de piragüisme en aigües tranquil·les. A nivell nacional guanyà tres campionats alemanys en K1 (1951, 1955, 1961) i un en K2 (1961).